# 金泥・銀泥
金泥・銀泥（きんでい/こんでい・ぎんでい）とは、純粋もしくはそれに近い金・銀を粉末状にして膠水（膠が入った水）で溶かした絵具のこと。銀泥は白泥（びゃくでい）とも呼ばれる。

## 概要
金泥・銀泥には描線のために用いられる場合と金泥引・銀泥引と呼ばれる刷毛などによって表面を塗って用いる方法があった。奈良時代に中国から伝わった技法とされ、高級な装飾にしばしば用いられた。